# حسن حسن
حسن حسن (1982) هو كاتب أمريكي وصحفي من أصل سوري، ومؤلف مشارك لكتاب «داعش: داخل جيش الرعب» مع مايكل ويس، والذي صنف من أفضل الكتب مبيعا وفقا للنيويورك تايمز عام 2015. يشتهر حسان بأعماله حول الجماعات الإسلامية في الشرق الأوسط. وظهر في كثير من البرامج التلفزيونية المشهورة، منها أوريلي فاكتور، أمانبور وبرنامج الكلمة الأخيرة للورنس أودونيل. كما كتب في النيويورك تايمز، فورين بوليسي، الغارديان، فورين أفيرز، التايمز الاقتصادية، الديلي بيست ومجلات أخرى.

## خلفيته
عاش حسن في بلدته بوكمال بدير الزور بشرق سوريا، قرب الحدود العراقية. وانتقل من بلدته الأم إلى دمشق عام 2000 ليدرس الأدب الإنجليزي في جامعة دمشق. وحصل على درجة الماجستير في العلاقات الدولية بجامعة نوتنغهام بالمملكة المتحدة. بعد تخرجه، انتقل إلى الإمارات العربية المتحدة عام 2008، ليعمل كصحفي للصحيفة الوطنية من أجل تغطية الشؤون المحلية والخليجية. غطى حسان الصراع السوري منذ اندلاعه عام 2011. تضمن بحثه عن تنظيم الدولة الإسلامية كثيرا من المقابلات مع أعضاء من المنظمة منذ انتشارها في المنقطة عام 2014.

## مسيرته المهنية
اختير كتابه عن صعود الدولة الإسلامية من قبل صحيفة الوول ستريت كواحد من أهم 10 كتب واجبة القراءة حول تطور الإرهاب في الشرق الأوسط ، واختير أيضا كواحد من أفضل كتب عام 2015 من قبل ذي تايمز لندن ، وكذلك من قبل النيويورك تايمز في نفس العام. وعرضت النيويورك تايمز كتابه بشكل إيجابي مرتين. وقالت عنه ناقدة الكتب الرئيسية ميشيو ماكوتاني أنه أعطى القراء نظرة دقيقة على تطور المنظمة بشروح متنوعة.
درس حسان المنظمات المسلحة السنية والشيعية، وكذلك درس العراق، سوريا، والخليج. كان بحثه مفوضا من قبل مؤسسة كارنيغي للسلام الدولي، المجلس الأوروبي للعلاقات الخارجية، تشاتام هاوس، المعهد الملكي للخدمات المتحدة، معهد بروكنغز، ومنتدى جامعة أكسفورد لدراسات الخليج.
يعمل حسان حاليا كزميل كبير بمعهد التحرير لسياسات الشرق الأوسط (بيت خبرة بالعاصمة واشنطن)، وككاتب أسبوعي في المجلة الوطنية بأبو ظبي بالإمارات العربية المتحدة ، وكمستشار للمسؤولين في الولايات المتحدة والشرق الأوسط. كما عمل سابقا كزميل شاتام هاوس.
في يونيو 2016، أدلى حسان بشهادته أمام لجنة مجلس الشيوخ الأمريكي المعنية بالأمن الداخلي والشؤون الحكومية بخصوص الأيديولوجية المتطرفة لداعش ، وقد تمت تغطية ذلك على نحو واسع. وفي فبراير 2017، أدلى بشهادته أمام لجنة مجلس النواب للشؤون الخارجية بخصوص دحر الإرهاب بسوريا.